# Guaíba FM
Guaíba FM foi uma emissora de rádio brasileira sediada em Porto Alegre, capital do estado do Rio Grande do Sul. Operava no dial FM, na frequência 101.3 MHz. Pertenceu ao Grupo Record, tendo sido fundada em 1980 por Breno Caldas, proprietário da Companhia Jornalística Caldas Júnior. A rádio foi extinta em 2010, sendo substituída pela sua co-irmã Rádio Guaíba, que já operava no dial AM.

## História
A Guaíba FM foi fundada por Breno Caldas no dia 22 de fevereiro de 1980 com o objetivo de transmitir uma programação musical de alta qualidade, tendo como características o bom gosto e a sobriedade de seus locutores.
Em 1986, a Companhia Jornalística Caldas Júnior foi vendida ao empresário de soja Renato Bastos Ribeiro que teve o objetivo de manter a rádio no estilo criado por Breno Caldas, mas ao longo do tempo muitas das tradições da Rádio Guaíba foram deixando de ser seguidas. Em 2007, houve uma segunda venda: à Rede Record, do empresário Edir Macedo Bezerra, líder da Igreja Universal do Reino de Deus.
A Guaíba FM destacou-se pelo seu estilo musical (músicas orquestradas) e por algumas regras criadas pelo fundador Breno Caldas, como a proibição dos comerciais gravados: todas as propagandas eram lidas ao vivo pelo locutor. Mesmo com as duas vendas essas características se mantiveram, mas deixaram de ser obrigações.
Em 2008, a rádio passou a transmitir as jornadas esportivas da Rádio Guaíba, antecedidas pelo programa Preliminar - O som do futebol e após os jogos, o Vestiário. Em 16 de novembro de 2009, a rádio passa a ter um caráter mais informal, abandonando de vez os comerciais ao vivo e passando a ter uma programação musical com flashbacks do período entre a 1970 e 2000.
Em 15 de agosto de 2010, a emissora levou sua programação musical ao ar pela última vez. A partir do dia seguinte, a frequência 101.3 MHz passou a retransmitir simultaneamente o sinal da sua co-irmã Rádio Guaíba.

## Principais programas transmitidos antes da fusão
- A Música da Guaíba FM
- Clássicos da Guaíba FM com André Haar
- Primeira Classe com Chansons D'Amour
- Jornal da Noite com Mario Mazeron
- Premium com Renato Rossi
- Amor Maior
- Conexão Guaíba com Marcelo Ribeiro

## Slogans
- 1992: O puro som laser
- 1997 - 2009: Classe especial para quem quer o melhor
- 2009 - 2010: Nova para você
- 2010: A Guaíba toca o que você gosta de ouvir